# Ристов, Мурат Борисович
Мурат Борисович Ристов (24 июля 1983 года, Черкесск — 28 мая 2009 года, Нальчик) — спортсмен, чемпион России, чемпион мира 2008 года по боевому самбо, мастер спорта России международного класса.

## Биография
Родился 24 июля 1983 года в Черкесске. Чемпион России 2007, 2008 и 2009 годов, победитель этапов Кубка мира 2007, 2008 годов, серебряный призёр чемпионата мира 2007 года, чемпион мира 2008 года по боевому самбо.
По информации, появившейся в СМИ, 28 мая 2009 в ходе спецоперации, проведённой в Нальчике, были ликвидированы два боевика. При них были обнаружены два автомата Калашникова и большое количество боеприпасов. Одним из убитых оказался Мурат Ристов — чемпион мира 2008 года по боевому самбо. Ранее спортсмена уже задерживали по подозрению в причастности к незаконным вооружённым формированиям, но он сбежал, позднее обвинив милицию Кабардино-Балкарии в применении пыток.
У него остались жена и двое детей.